# Drypetes congestiflora
Drypetes congestiflora là một loài thực vật có hoa trong họ Putranjivaceae. Loài này được Chun & T.Chen mô tả khoa học đầu tiên năm 1963.